# Große Variation, Großer Weg, Abend
Große Variation, Großer Weg, Abend ist der Titel eines Gemäldes des deutsch-russischen Malers Alexej Jawlensky. 1952 wurde es in Köln von Clemens Weiler für das Museum Wiesbaden erworben. Es trägt die Inventar-Nummer M 389. 

## Technik und Bildträger
Bei dem Bild Große Variation, Großer Weg, Abend handelt es sich um ein Ölgemälde Hochformat, 52,5 × 35 cm, auf leinenstrukturiertem Malpapier. Es ist im Bild unten links signiert „A. Jawlensky“ und nicht datiert. 
„Rückseitig bezeichnet unten rechts (mit schwarzer Tinte): A. Jawlensky / 1916 / St. Prex / Schweiz; bezeichnet oben rechts (von Lisa Kümmel [?] mit schwarzer Tinte): N. 19 / 1916, in der Mitte von fremder Hand: - Großer Weg Abend / - Grosser Weg - / Abend / 1916.“ Das Bild ist verzeichnet im „Katalog der Gemälde“ bei Weiler von 1959, im „Werkstattverzeichnis“ von 1970 bei Weiler, im „Catalogue Raisonné“ von 1991 des Jawlensky-Archivs, 1997 im Jawlensky-Bestandskatalog des Museums Wiesbaden, 2014 im Ausstellungskatalog „Horizont Jawlensky“ 2014.

## Landschaftsvariationen
„Jawlensky verwendet für seine Landschaftsvariationen eine größere Zahl verschiedener Kompositions-Schemata, aber nur zwei Standardformate. Mit 52 x 35 cm zählt diese Arbeit zu den größerformatigen Variationen   eine Formatgröße, die ab 1917 nahezu keine Verwendung mehr findet. im Werkstattverzeichnis ist die Variation Nummer 19 von 1916 mit dem Zusatz „Großer roter Weg mit schwarzer Tür“ versehen.“

## Ikonographie
Kurz nach Ausbruch des Ersten Weltkriegs musste Jawlensky seine Wahlheimat München verlassen. Mit Marianne von Werefkin, deren Köchin Helene, deren und seinem Sohn Andreas war er ins Exil in die Schweiz nach Saint-Prex an den Genfersee geflohen. 
Die vermögende Werefkin mietete dort das obere Stockwerk eines bescheidenen Hauses. „Jawlensky hatte ein kleines Zimmer mit einem Fenster, das den Blick auf die vor dem Haus von beiden Seiten sich vereinigende und in die Tiefe zum See leicht abfallende. Straße freigab. Über den von Stauden eingefaßten Gartenweg, der mit einem eisernen Tor abgeschlossen war, ging der Blick über die Straße [...] und manchmal, wenn die Sicht frei war, sah man hinaus auf den See und bei schönem Wetter sogar auf die Berge des jenseitigen Ufers. […] Er saß an einer kleinen Staffelei am Fenster und malte das Motiv des Weges in allen seinen Stimmungen der Tages- und der Jahreszeit und in allen Stimmungen seines eigenen Inneren. Er hatte sich die Aufgabe gestellt, mit diesen »Variationen über ein landschaftliches Thema«, diesen in Farben gesungenen Liedern, den Zusammenklang zwischen Natur- und Seelenstimmung darzustellen.“